# Punch planteur
El punch planteur (pronunciación en francés: /pœnʃ.'plɑ̃.tœʀ/; o simplemente planteur) o Planter's punch (pronunciación en inglés: /ˈplæntərz pʌnʧ/; en ambos casos, «ponche plantador») es un cóctel a base de ron típico del Caribe, especialmente de las Antillas francesas e inglesas. Es una variante de los tradicionales ponches caribeños; al ron se le agrega jugo de lima y jugo de caña de azúcar, a veces también jugo de naranja y de piña, y granadina. Además, es un cóctel oficial de la IBA.

## Historia
Se desconoce con claridad el origen del ponche plantador. El ponche hecho de arrack fue importado desde la India británica en el siglo XVII a Europa y América del Norte (usando ron de las Antillas) por la Compañía Británica de las Indias Orientales.
Varios hoteles estadounidenses llamados Planters Hotel se adjudican su creación, incluido uno en Charleston (Carolina del Sur) u otro en San Luis (Misuri), donde trabajó el bartender americano Jerry Thomas (1830-1885) autor de la primera guía para bartenders Bar-Tender's Guide de 1862 (pero este cóctel no está incluido).
Punch planteur o Planter's punch es un término genérico que abarca innumerables variantes que se hicieron populares en Norteamérica durante el siglo XVII. Las publicaciones más antiguas conocidas sobre este cóctel serían un poema del número de septiembre de 1878 de la revista satírica londinense Fun y una publicación de The New York Times de 1908. Se dice que la receta moderna actual se publicó en la década de 1920 en el Myrtle Bank Hotel de Kingston, capital de Jamaica en las Indias Occidentales.

## Receta oficial de la IBA
La Asociación Internacional de Bartenders (IBA) recomienda la siguiente receta de Planter's Punch:
- 4,5 cl de ron jamaicano
- 1,5 cl de jugo de lima recién exprimido
- 3 cl de jugo de caña